# 정동권
정동권(鄭東權, 본명(本名)은 최동권(崔東權), 영어 이름은 토머스 초이(영어: Thomas Tschoi), 1954년 3월 16일 ~ 2019년 12월 1일)은 대한민국의 가수 겸 작사가이다.

## 주요 이력
그는 강원도 춘천에서 영국 육군 소령 출신 아버지와 한국인 어머니 사이에서 외동아들로 출생하였으며 지난날 한때 경기도 부천에서 잠시 유아기를 보낸 적이 있는 그는 1974년 언더그라운드 라이브 클럽에서 록 음악 가수 첫 데뷔하였으며 그도 한국인 부인과의 사이에서 슬하 1남 1녀(1975년생 아들, 1984년생 딸) 이후 1977년 학교 동문 함종규(1952년 5월 13일 경상남도 울산 출생), 함종규의 형 함정필(1948년 2월 29일 경상북도 포항 출생) 등과 함께 1978년 1집 발표하는 등 록 음악 밴드 활동도 병행을 하였는데 그 후로도 1988년 시절까지 윤수일, 조경수, 유현상, 박일준 등과 함께 언더그라운드 라이브 클럽에서 록 가수 활동으로 인기를 구가하였다.
2002년 솔로 가수 대표곡으로 《와라 와라 뚝딱》 등이 있다.

## 학력
- 1967년 경기도 부천 오정국민학교
- 1970년 강원도 춘천소양중학교
- 1973년 미국 포터 고드 스쿨
- 1986년 대한민국 울산대학교 토목공학과

## 디스코그래피

### 솔로 음반
- 2002년 《정동권 1집》 - (2002년 1월 16일)

## 출연작

### TV 프로그램
- 1978년 MBC 《추석 특집 골든 그레이브스 밴드》
- 1978년 KBS 《토요일 오후 6시 쇼》
- 1978년 TBC 《주간 가요대행진》
- 1981년 MBC 《영 일레븐》
- 1993년 KBS 《열린음악회》
- 2000년 KBS 《가요무대》
- 2006년 KBS 《콘서트 7080》
- 2010년 MBC 《아우라》
- 2010년 SBS 《초콜릿》
- 2016년 KBS 《불후의 명곡 - 전설을 노래하다》

### 라디오 프로그램
- 2017년 EBS FM 《다문화 음악 여행》 - (2017년 7월 23일)